# Справжнє кохання
«Справжнє кохання» — кінофільм режисера Сергія Попова, що вийшов на екрани в 2012 році.

## Зміст
Заможний адвокат Андрій і починаюча журналістка Олена – кожен по-своєму нещасливий в особистому житті. Розлучений Андрій інкогніто шукає справжнє кохання, переодягаючись у жебрака, тому що переконаний: гроші псують почуття.

## Ролі
| Актор             | Роль |
| ----------------- | ---- |
| Христина Асмус    | -    |
| Ілля Носков       | -    |
| Ольга Тумайкіна   | -    |
| Анна Ардова       | -    |
| Ганна Уколова     | -    |
| Даша Чаруша       | -    |
| Олексій Гришин    | -    |
| Віталій Хаєв      | -    |
| Тимофій Трибунцев | -    |
| Артур Ваха        | -    |

## Знімальна група
- Режисер — Сергій Попов
- Продюсери — Юрій Сапронов, Андрій Смирнов
- Композитор — Дарін Сисоєв